# آلا تشيركاسوفا
آلا كوستيانتينيفنا تشيركاسوفا (بالأوكرانية: Алла Костянтинівна Черкасова؛ من مواليد 5 مايو 1989) هي مصارعة أوكرانية تنافست في فئة 67 كجم، وهي الحائزة على الميدالية البرونزية في بطولة العالم 2010 والميدالية الفضية في بطولة أوروبا 2012. تنافست في فئة 75 كجم للسيدات في المصارعة الحرة في دورة الألعاب الأولمبية الصيفية 2016 في ريو دي جانيرو. فازت بإحدى الميداليات البرونزية في فئة 68 كجم للسيدات في دورة الألعاب الأولمبية الصيفية 2020 التي أقيمت في طوكيو، اليابان.